# La Chapelle-Urée
La Chapelle-Urée – miejscowość i gmina we Francji, w regionie Normandia, w departamencie Manche.
Według danych na rok 1990 gminę zamieszkiwało 169 osób, a gęstość zaludnienia wynosiła 37 osób/km² (wśród 1815 gmin Dolnej Normandii La Chapelle-Urée plasuje się na 717. miejscu pod względem liczby ludności, natomiast pod względem powierzchni na miejscu 919.).